# Четвероевангелие Ивана Александра
Четвероевангелие (царя) Иоанна-Александра, (болг. Четвероевангелие на (цар) Иван Александър) также Лондонское (четверо)евангелие — иллюминированная рукопись, которая была создана в 1355—1356 годах для царя Второго Болгарского царства Иоанна-Александра. Один из важнейших манускриптов средневековой культуры Болгарии.
Ныне хранящийся в Британской библиотеке манускрипт (Add. MS 39627) содержит все четыре канонических Евангелия и некоторые другие тексты. Рукопись проиллюстрирована 366 миниатюрами и состоит из 286 листов пергамента размерами 33 на 24,3 сантиметра с добавленной позже нумерацией.

## История
Весь текст манускрипта был написан монахом по имени Симеон в 1355—1356 годах по велению Иоанна-Александра; вероятно, книга предназначалась для использования в личной царской часовне. Имя монаха упоминается им в колофоне на 275 странице. Неясно, был ли Симеон также и тем, кто иллюстрировал рукопись. Над миниатюрами работали по меньшей мере три разных художника, но, как обычно, их имена нигде не сообщаются. Почерк манускрипта обнаруживает сходство со списком рукописи Константина Манассии авторства Тырновской книжной школы 1344—1345 годов.
После того, как в 1393 году Велико-Тырново взяли турки, манускрипт был перевезён в Молдавское княжество, вероятно, одним из болгарских беженцев. Позже он был приобретён на средства Александра I Доброго, что отражено в приписке красными чернилами на пятой странице. Далее в сведениях о местопребывании манускрипта имеется пробел, но в документе XVII века он упоминается как часть коллекции монастыря Святого Павла на Афоне.
В 1837 году монастырь посетил английский путешественник и коллекционер Роберт Керзон. По его словам, он получил манускрипт в подарок от аббата, но Милнер-Галланд описывает его как «бессовестно присвоенный». Первый раз рукопись была представлена академическому миру в 1849 году, когда Керзон составил описание своей коллекции. Напрямую ознакомиться с оригиналом было невозможно, что порождало разного рода спекуляции. Впрочем, сын Керзона в 1876 году поместил его коллекцию в Британский музей на постоянной основе, а его дочь Дареа, в свою очередь, полностью передала её музею в 1917 году. В 1973 году с образованием Британской библиотеки манускрипт был туда перемещён.